# Жанровая сатира Александра Галича
Жанровая сатира Александра Галича — песни и стихи, написанные автором от лица «лирических антигероев», в которых происходит саморазоблачение персонажей. Исследователи творчества Галича, Высоцкого и других авторов определяют такие произведения как «ролевую сатиру», по аналогии с используемым в литературоведении термином «ролевая лирика». 
Сам Галич называл те песни, где он надевает маску своего персонажа, рассказывая историю от его имени, «жанровыми».
Уже первая авторская песня Галича — «Леночка» — имела пародийный характер, но в ней сатирический заряд уравновешивался смеховой, карнавальной манерой изложения и благополучным финалом. В сатирических песнях Галича, даже откровенно шуточных, его смех перестаёт быть радостным, становится наполнен горькой иронией и сарказмом. Галич при исполнении своих жанровых сатирических песен говорил, что они написаны «от лица идиота», но «идиотизм» тут относится не столько к самим героям, сколько к всеобщему общественному заблуждению, к принятым героями правилам игры, согласно которым жизнь и поступки каждого должны определяться официальными лозунгами и установками.
Типичный герой ролевой сатиры Галича — советский обыватель, человек из толпы, озабоченный типичными повседневными проблемами. Персонажи Галича напоминают героев Зощенко, чьё сознание подчинено нелепице казённых лозунгов, а живая разговорная речь непрерывно перемежается бессмысленными идеологическими клише. В представлении героев сатирических песен Галича смешивается и становится неразличимым существенное и поверхностное, а пропагандистские лозунги приобретают глобальное значение, что порождает комический и даже гротесковый эффект. Текст ролевой сатиры Галича имитирует устную речь персонажей, при этом рассуждения говорящего и весь стиль его речи несколько утрированы, что позволяет воспринимать описываемое явление как типичное. 
Авторский сарказм Галича направлен не столько на самих героев песен, сколько на породившую их действительность, где, по всеобщему уговору, господствует лицемерие и бездумное следование казённым ритуалам, за которыми суть дела становится неразличимой и неважной.
Герои сатиры Галича, «маленькие люди», постоянно оказываются в состоянии неразрешимого конфликта между своей реальной жизнью и и требованиями авторитарной системы. Не способные к рефлексии, они не понимают сути этого конфликта, которую можно увидеть только глядя на происходящее со стороны. В поисках выхода персонажи Галича начинают вести себя смешно, но вызываемый ими смех оказывается саркастическим и горьким. 
Сам Галич  искренне сочувствует героям своих сатирических произведений, но не отождествляется с ними, следуя традициям французского шансона и «зонгам» Брехта, построенным на иронической игре и отстранении автора и исполнителя от содержания песни.

## Список жанровых сатирических песен Галича
Названия песен в списке и выделенные курсивом дословные цитаты из них приведены по собранию стихов Александра Галича под редакцией Василия Бетаки, выпущенному издательством «Академический проект» (за исключением стихотворения «Рассказ старого конармейца», приведённого по собранию сочинений Галича издательства «Локид»). Также приводятся другие варианты названия песен, встречающиеся в перечисленных в списке дополнительной литературы публикациях, и названия песен по первой строке. Песни в списке перечислены по возможности в хронологическом порядке, если дата написания или первого известного исполнения песни в различных источниках отличается, то указывается несколько возможных дат её создания.

### Про маляров, истопника и теорию относительности
(Баллада про маляров, истопника и теорию относительности; Физики; «Чувствуем с напарником — ну и ну!»)
Шуточная песня, написанная Галичем в 1961 или 1962 году. В ней Галич пародирует сознание обывателя, которое деформируется под влиянием средств массовой информации, порождая фобии и приобретая совершенно мифологический характер. Повествование в песне ведётся рабочим-маляром сразу от себя и от своего напарника, которым их собутыльник-истопник рассказал, что «ихние физики» на пари с «нашими физиками» «раскрутили шарик наоборот»: «И всё теперь на шарике вкривь и вкось, // Шиворот-навыворот, набекрень, // И что мы с вами думаем день — ночь, // А что мы с вами думаем ночь — день». 
В сознании героев причудливо преломляются почерпнутые из средств массовой информации обрывки сведений о достижениях науки и насаждаемая в прессе идея постоянного конфликта с «западом», при этом выдумка истопника смешивается в представлении маляров ещё и с «ядерной» повесткой (если во всём виноваты физики - то и без радиации не обойтись). В итоге герой начинает, по совету истопника, лечиться от стронция «Столичной». 
В финале песни слышна убеждённость в том, что ничего хорошего из всемогущества науки не выйдет: «И то я верю, а то не верится, // Что минует та беда… // А шарик вертится и вертится, // И всё время не туда!».

### Городской романс (Тонечка)
(«А она вещи собрала, сказала тоненько…»).
Герой «Городского романса» (1961—1962 год) рассказывает, как расстался с девушкой ради женитьбы на дочери важного номенклатурного чиновника. При всём благополучии его жизни («Я живу теперь в дому — чаша полная»), герой не может забыть свою прежнюю любовь («А как спать ложусь в кровать с дурой с Тонькою, // Вспоминаю той, другой, голос тоненький // Ух, характер у неё — прямо бешеный, // Я звоню ей, а она трубку вешает…») и требует отвезти его в Останкино, где брошенная им девушка работает билетёршей в кинотеатре. В этой ранней сатирической истории Галича, есть и положительный герой — брошенная героем девушка, «…любовь свою превозмогшая, но не предавшая и не простившая». Сам же рассказчик истории, платящий за благополучие ампутацией живой части своей души, не способен отличить добро от зла, он может почувствовать последствия своего предательства, но не осмыслить его.
Слушатели часто связывали героя «Городского романса» Галича с известным журналистом А. И. Аджубеем, зятем Н. С. Хрущёва, но сам Галич полностью отрицал эти домыслы, о чём неоднократно заявлял на своих выступлениях.

### Красный треугольник
(Товарищ Парамонова; «Ой, ну что ж тут говорить, что ж тут спрашивать…»)
Само название песни «Красный треугольник» (написана около 1963 года) уже пародийно и раскрывает её сюжет — в нём смешаны понятие «любовный треугольник» и эпитет «красный», как символ советской государственности и идеологии. Дополнительным каламбуром оказывается совпадение названия песни и известного ленинградского завода резинотехнических изделий. 
Герой этой истории, пока его жена — крупный чиновник ВЦСПС «товарищ Парамонова» (иначе он её и не называет) — находилась в заграничной командировке, закрутил мимолётный роман. Узнав об этом, товарищ Парамонова не хочет слушать извинений и оправданий мужа и требует «людя́м всё рассказать на собрании». Частная семейная жизнь оказывается предметом рассмотрения на партийно-государственном уровне, где герой вынужден публично («А из зала мне кричат — давай подробности!») каяться и исповедоваться, следуя положенным идеологическим клише — «И в моральном, говорю, моем облике // Есть растленное влияние Запада». 
Полученный героем за аморальное поведение строгий выговор с занесением должен стать отпущением его грехов, но товарищ Парамонова примиряется с мужем только после прямого указания из райкома КПСС. Заканчивается песня ироническим «хеппи-эндом» — «Она выпила „Дюрсо“, а я „Перцовую“ // За советскую семью образцовую».

### Баллада о прибавочной стоимости
(«Я научность марксистскую пестовал…»)
В «Балладе о прибавочной стоимости» (1963 или 1964—1965 год) героя — «правоверного марксиста», активного пропагандиста официальной идеологии — вызывают в Инюрколлегию в связи с кончиной его тётки, проживавшей в некой стране Фингалии. 
Приученный бояться обвинений в «связях с заграницей», он ждёт неприятностей («Больно тема какая-то склизкая, // Не марксистская, ох, не марксистская!»), и даже заранее готовится к аресту («Культ — не культ, а чего не случается?!»), но выясняется, что заграничная тётка оставила ему наследство — «землю и фабрику». 
На радостях герой увольняется с работы и в предвкушении богатой жизни в Фингалии устраивает загул, а когда у него кончаются деньги, начинает занимать у собутыльников под обещания прислать им что-нибудь из-за границы. И тут в повествование вклинивается телевизионное объявление о приветствуемой Советским Союзом революции в Фингалии и принятом там декрете о национализации. Герой негодует и возмущается теми самыми «марксовыми штучками», которые прежде активно пропагандировал и из-за которых остался без ожидаемого наследства: «Ох, нет на свете печальнее повести, // Чем об этой прибавочной стоимости!».

### Право на отдых
(Баллада о том, как я ездил навещать своего старшего брата, находящегося на излечении в психбольнице в Белых Столбах; «Первача я взял ноль-восемь, взял халвы…»)
«Право на отдых» (1966 год) относится к шутовским, близким по жанру к анекдотам, песням Галича. В ней герой рассказывает о своей поездке к брату в психиатрическую клинику «Белые столбы». 
Брат героя, которому срочно надо отлучиться в Москву, просит временно подменить его в больнице: «Тебе ж нет в Москве вздоха-продыха, // Поживи здесь, как в доме отдыха». Герой соглашается и в результате находит в психиатрической клинике другую реальность — тихую и свободную, где человек только и может реализовать своё, декларированное в Конституции СССР и многократно повторявшееся на советских лозунгах, «право на отдых». 
Эта песня Галича перекликается с популярной «Песней про психа из больницы имени Ганнушкина, который не отдавал санитарам свою пограничную фуражку» Михаила Анчарова (1957 год). Но если у Анчарова образ «психа» подан в мягкой иронической манере, даже с элементами лиризма, то Галич использует образ психиатрической больницы для сатирического отражения действительности.

### Баллада о сознательности
(«Егор Петрович Мальцев хворает, и всерьёз…»)
«Баллада о сознательности», написанная в 1967 году, — единственная из жанровых, «потешных», баллад Галича, где автор выступает в роли стороннего рассказчика, не надевая на себя маску своего героя. По своему содержанию и стилистике эта песня стоит в одном ряду с другими ролевыми сатирами Галича, написанными «от лица идиота», в ней гротескно изображается существование простого обывателя в официально изображаемой утопической действительности. 
Начинается история под аккомпанемент взволнованного минорного марша, сопровождающего комически-пародийный текст: «Егор Петрович Мальцев // Хворает, и всерьез: // Уходит жизнь из пальцев, // Уходит из желёз…». Маршевый ритм чередуется с легкомысленным уличным вальсом, текст же в этот момент становится серьёзным до драматизма: «Когда нагрянет свора // Савёловских родных, // То что же от Егора // Останется для них?». Далее в чередовании этих ритмов рассказывается, что больной (как выясняется — диабетом) Егор Петрович видит сон, в котором он лежит в красивом зале под своим портретом, а над ним поёт «краснознаменный хор», требуя не позорить советскую прессу, которая объявила, что диабет в СССР окончательно побеждён. Услышав это, Егор Петрович немедленно встаёт и излечивается от своего недуга. 
Заканчивается история иронической моралью: «Лишь при Советской власти // Такое может быть!».

### Баллада о том, как едва не сошёл с ума директор антикварного магазина № 22 Копылов Н. А., рассказанная им самим доктору Беленькому Я. И.
(«Допекла меня всё же Тонечка…»)
В этой истории (1968 год), написанной в жанре трагикомедии, рассказывается, как проводившаяся в СССР половинчатая и непоследовательная политика «десталинизации» привела героя, привыкшего «колебаться вместе с линией партии», к жизненному краху. 
Директор антикварного магазина, который «на добре сидит, не на ветоши», и давно и безбедно обустроил свою жизнь, рассказывает врачу-психиатру, как некая старушка принесла ему на комиссию альбом грампластинок с речами Сталина. Директор оказывается в затруднении и не понимает что ему делать — «Мне и взять нельзя и не взять нельзя — // То ли гений он, а то ли нет ещё?! // Тут и в прессе есть расхождения, // И, вообще, идут толки разные…». Поскольку цена альбому, по его меркам, скромная, директор, боясь принять хоть какое-то решение, от которого могут остаться официальные следы, просто покупает тот альбом за собственные деньги. 
И тут начинаются проблемы — к нему «так и попёр народ» с такими же пластинками и альбомами. Директор мечтает о «ценном указании», разъясняющем официальную политику по отношению к Сталину, а пока такого указания нет — продолжает, во избежание возможных неприятностей, скупать «за свои кровные» приносимые записи сталинских речей и растрачивает на это всё своё состояние, включая и «„Волгу“-матушку», и «дачку в Кратове». Окончательно запутавшись, директор ощущает, что сходит с ума, но психиатр, упоминаемый только в финальном авторском комментарии, не находит в его поведении ничего ненормального: «…доктор Беленький Я. И. не признал Копылова Н. А. душевнобольным и не дал ему направления в психиатрическую клинику…».

### Фантазии на русские темы для балалайки с оркестром и двух солистов — тенора и баритона
(«Королевич — да и только, в сумке пиво и сучок…»)
В этой песне, написанной в середине 1969 года, нет ничего даже внешне весёлого, а её сатирический заряд — скорее полемика с демонстративным славянофильством, и, вероятно, с повестью Владимира Солоухина «Чёрные доски», положившей начало моде на охоту за предметами старины. 
Песня построена как «контрапункт» двух голосов, озвучивающих «внутреннюю речь» персонажей. «Тенор» суетливым частушечным говорком рассказывает о поездке на персональной машине в леспромхоз на канале, где его ждёт «любезный друг» — «Он не цы́ган, не татарин и не жид! // Он надёжа мой: камаринский мужик». «Баритон» в ожидании гостя в размеренном, жутковатом ритме вспоминает, как прошёл через раскулачивание, ссылку и лагеря, а теперь работает сторожем в леспромхозе, а заодно «шнырит по сёлам за хурдо́ю-мурдо́й» в поисках старинных вещей и икон для «московской сволоты́». В речь обоих героев вклиниваются насмешливые ритмы «Камаринской», подчёркивающие их лицемерное отношение друг к другу. 
Цель приезда «тенора» — за бесценок получить старинную икону Николая Мирликийского. Он умиляется «подлинным мужиком» и его бытом, и в то же время относится к нему со снисходительным высокомерием. «Баритон» же, устраивая застолье для столичного гостя, презирает и ненавидит и «тенора», и свою роль — «Что ж… хихикайте, падлы, // Что нашли дурака!», «Пой, лягавый, не жалко, // Я и сам поддержу, // Я подвою, как шавка, // Подскулю, подвизжу». К концу застолья, когда гость напивается «И гогочет, как кочет, // Хоть святых выноси, // И беседовать хочет // О спасеньи Руси», ненависть хозяина прорывается: «Вертухаево семя! // Не дразни — согрешу! // Ты заткнись про спасенье, // Спи, я лампу гашу!». 
Наутро хозяин радушно провожает «милых гостей» и просит их наведываться снова.

### Отрывок из радио-телевизионного репортажа о футбольном матче между сборными командами Великобритании и Советского Союза
(На стадионе «Уэмбли»; «А он мне все по яйцам целится…»)
В разных источниках эта песня датируется 1968—1970 годами. В ней высмеивается политизированность советского «большого спорта» и использование спортивных побед в пропагандистских целях. 
В песне описывается заключительный фрагмент футбольного матча, во время которого капитан советской сборной, «аспирант Московского педагогического института» Владимир Лялин, грубым приёмом сбивает соперника-«профессионала» Бобби Лейтона, после чего судья назначает пенальти и советская сборная проигрывает матч. 
Песня построена как чередование прозаических отрывков из репортажа о матче и рифмованного экспрессивного «внутреннего монолога» Владимира Лялина, содержание которого разоблачает лицемерие комментатора. Комментатор высокопарно рассуждает о природе, тактике и стратегии игры и при этом постоянно меняет своё отношение к судье матча — сначала признаёт его высокий профессионализм когда тот «делает внушение английскому игроку», потом, после назначения штрафного удара в ворота советской сборной, обвиняет его в продажности и бывшем сотрудничестве с гитлеровской разведкой. Капитан же советской сборной думает о том, как бы ему «культурно, втихаря» свалить соперника, а в конце огорчён не столько самим проигрышем, сколько «оргвыводами», которые должны для него последовать по партийной линии, поскольку матч был «политически значимый».

### Рассказ старого конармейца
(«Когда от скуки дохли лошади…»)
Стихотворение «Рассказ старого конармейца» (вероятно, 1970—1971 гг.) не публиковалось в прижизненных сборниках Галича, но чтение его автором зафиксировано на фонограммах. Оно включено в некоторые из собраний песен и стихов Галича. В этой истории, сюжетно и стилистически связанной с циклом рассказов Бабеля «Конармия» и рассказанной от лица бывшего красного кавалериста, предстаёт полное подчинение личности идеологическим догмам. Услышав выступление комдива, который усмотрел «контрреволюцию» в утверждении «лекарей-законников» о том, «что тиф разносит вошь», рассказчик тут же воплощает призыв «кончить с этой ко́нтрою» в дело, утопив в Дону «жида четырёхглазого», и получает награду «за пролетарский гуманизм».

### История одной любви, или как это всё было на самом деле. (Рассказ закройщика)
(История, проливающая свет на некоторые дипломатические тайны, или про то, как всё это было на самом деле; «Ну, была она жуткою шельмою…»)
Исследователь авторской песни А. Е. Крылов полагает, что в этой песне, впервые исполненной автором во второй половине 1971 года, пародируется преломление в обывательском сознании реальной высылки из Великобритании большой группы советских дипломатов, обвинённых в шпионаже. История рассказывается от лица стороннего персонажа, закройщика ателье, в котором работала героиня — модно одевавшаяся «роковая дамочка» с иностранным именем Шейла, выросшая в приютах, поскольку «Её маму за связь с англичанином // Залопатили в сорок восьмом». Шейла отвергала все предложения поклонников, но в конце концов влюбилась в «сержанта из милиции». Однажды этот сержант, стоя на посту, увидел Шейлу в компании другого мужчины и в припадке ревности затеял с тем драку. Оказалось, что это был отец Шейлы, приехавший из Глазго в СССР, чтобы повидаться с дочерью. Дальше, согласно рассказу закройщика, за избитого милиционером соотечественника вступилось правительство Великобритании и бытовой конфликт перерос в международный, закончившийся высылкой из Великобритании советских дипломатов. 
В финале истории «Наш сержант получил повышение // Как борец за прогресс и за мир!», а Шейлу, свидетельницу того, как это было на самом деле, упрятали в психиатрическую клинику. В последних строках рассказа становится слышен горько-иронический голос автора: «Так, как нужно, говорят, так, как нужно… Ох, до чего ж всё, братцы, тошно и скучно!».

### Рассказ, который я услышал в привокзальном шалмане
(Жуткая история, которую я услышал в привокзальном шалмане; «Нам сосиски и горчицу, остальное — при себе…»)
В этой истории написанной, предположительно, в 1972 году, и имеющей анекдотическую основу, неудачная шутка героя, войдя в столкновение с политическими догмами, разрушает всю его жизнь. Герой рассказывает, как во время отпуска, ударившись в разгул, потерял документы, а при их восстановлении, будучи «в состоянии помятом», предложил знакомой паспортистке: «Ты, давай, мол, в пункте пятом // Напиши, что я — еврей!». С точки зрения героя это была просто шутка, «посмеялись и забыли», но герой служит в звании майора и имеет «допуск», и его шутка, став известной особому отделу, приобретает совсем не шуточное звучание. Особист обвиняет героя в том, что тот действительно «стал евреем», чтобы «смыться в Израи́ль» и «прохлаждаться в стороне», в то время как советский народ «стоит за дело мира и готовится к войне». Оправдания героя, утверждающего, что это было сказано «для смеха», не помогают и его исключают из партии, лишают звания и работы. 
В конце истории герой вопрошает: «Мне теперь одна дорога, // Мне другого нет пути: // — Где тут, братцы, синагога?! // Подскажите, как пройти!».

### Коломийцев в полный рост
Сатирический цикл, объединённый фигурой общего героя — Клима Петровича Коломийцева, «образцового представителя рабочего класса», партийного и профсоюзного функционера невысокого ранга, — создавался Галичем с 1968 по 1974 год. 
Цикл включает три истории из жизни Клима Петровича, в которых герой сталкивается с противоречиями между своей партийно-государственной функцией и реальной жизнью, и две «интермедии» между ними, рисующие героя в неформальной, домашней обстановке и дополняющие его образ. 
В окончательный вариант цикла, опубликованный в авторском сборнике «Когда я вернусь», вошли также два незаконченных и никогда не исполнявшихся автором фрагмента под общим названием «Избранные отрывки из выступлений Клима Петровича». Далее входящие в цикл произведения даны в порядке авторской «внутренней хронологии» цикла, не совпадающей с порядком их написания.

#### Избранные отрывки из выступлений Клима Петровича
Два стихотворных фрагмента — «Из речи на встрече с интеллигенцией» («Попробуйте в цехе найти чувака…») и «Из беседы с туристами из Западной Германии» («А уж пыль-то вы пускать мастера!») — оставшиеся, возможно, от задуманных, но незавершённых историй о Климе Петровиче, были включены в 1974 году в окончательный вариант цикла, опубликованный в авторском сборнике «Когда я вернусь». В них герой демонстрирует свои, сформированные пропагандистскими мифами, взгляды и внутренние комплексы.

#### О том, как Клим Петрович выступал на митинге в защиту мира
(«У жене моей спросите, у Даши…»)
Первая история о Климе Петровиче была написана в 1968 году. В ней пародируются выступления на официальных мероприятиях, где человек-оратор низводится до автомата, воспроизводящего заранее подготовленный для него текст. В этой истории герой, срочно вызванный в выходной день для выступления на партийном митинге, внезапно обнаруживает, что зачитываемая им «с листа» речь написана от имени матери-одиночки. Но присутствующие в зале не реагируют на случившийся конфуз, а высокое партийное начальство даже благодарит героя за «очень верное» выступление.

#### О том, как Клим Петрович сочинил научно-фантастическую колыбельную, укачивая своего племянника — Семёна, Клавкиного сына
(«Спи, Семён, спи…»)
В этой интермедии между двумя историями о Коломийцеве, появившейся в 1971 году, и имеющей фантастическую, сказочную форму, Клим Петрович воображает посещение в далеком будущем пивной, где пиво с закуской подаёт робот, но при этом никакого выбора, кроме «Жигулёвского», нет. При этом Клим Петрович изъясняется «героическими» лозунгами советской эпохи, приобретающими явно ироническое звучание: «И выскажусь я, так сказать, говоря: // — Не зря ж мы страдали, и гибли не зря!».

#### О том, как Клим Петрович добивался, чтобы его цеху присвоили звание «цеха коммунистического труда», и не добившись этого — запил
(«Все смеются на бюро: „Ты ж как витязь…“»)
Во второй истории о Климе Петровиче, впервые исполненной в декабре 1968 года, герой предстаёт правдоискателем, добивающимся присвоения его цеху, «работающему на весь соцлагерь», почётного звания. Но во всех инстанциях, в которые он обращается, ему отказывают, невнятно ссылаясь «на международную обстановку» и несвоевременность его инициативы. Герой доходит до самого ЦК КПСС, где ему наконец объясняют, что он прав и «продукция ваша лучшая», но поскольку продукция эта — колючая проволока, то высокое звание цеху присвоить нельзя, чтобы не давать повода «вражеским голосам». Клим Петрович даёт отбой своим правдоискательским устремлениям и выражает несогласие единственно оставшимся для него способом — уходит в запой.

#### Плач Дарьи Коломийцевой по поводу запоя её супруга Клима Петровича
(«Ой, доля моя жалкая…»)
Вторая интермедия цикла, расположенная между второй и третьей историей, была написана в 1973 году. В ней рассказ ведётся от имени не самого Клима Петровича, а его жены Дарьи и носит скорее юмористический, чем сатирический характер. В ней жена Клима Петровича, пытаясь вывести мужа из запоя, в который он ушёл после безуспешных поисков справедливости, описанных во второй истории, подсунула ему вместо водки стакан керосина. Но Клим Петрович спокойно выпил предложенный стакан и, закусив грибочком, сказал только: «Нет, не люблю маслят». В песне подчёркивается зажиточный, по советским меркам, быт семьи Коломийцевых, имеющих доступ к обкомовскому распределителю.

#### О том, как Клим Петрович восстал против экономической помощи слаборазвитым странам
(«Прямо, думал я одно — быть бы живу…»)
В третьей истории цикла, написанной в 1971 году, терпят крах предвзятые представления Клима Петровича о «загранице» и становится очевидным присущее ему «двоемыслие». 
Герой, выехавший в составе профсоюзной делегации в дружественный Алжир, на официальных встречах «кроет НАТО», а вернувшись в отель питается, чтобы не тратить «хоть дерьмовую, а всё же — валюту», исключительно консервами из салаки, которые ему положила в чемодан жена. Не выдержав такой «диеты» герой отправляется в магазин, но там, из-за незнания языка, приобретает баночку с той же салакой того же советского производства. В крайнем раздражении Клим Петрович неприязненно высказывается и об экономической помощи, осуществляемой СССР дружественным странам, и о «нашей» и «заграничной» жизни вообще, а заодно выплёскивает своё раздражение и на сакральный, казалось бы, для «партейного» человека образ Ленина.

### Комментарии
1. ↑  Галич, бывший в 1940—1960-е годы успешным советским драматургом и сценаристом, написал и ряд стихов и песен к своим пьесам и кинофильмам, некоторые из которых были весьма популярными. Однако сам Галич, по его собственному выражению, «вообще не числил их в своём песенном активе» и считал, что «поэт Галич начался песней „Леночка“»[4][5].
2. ↑  Точная датировка песен и стихов Галича часто невозможна, автор почти не оставлял черновиков и редко ставил дату под своими стихами. В таких случаях для датировки используются авторские комментарии на сохранившихся фонограммах и воспоминания современников Галича, что может приводить к разночтениям[5][16].
3. ↑  Образ Останкино как характерной рабочей окраины Москвы возникает и в других песнях Галича — «Леночка», «Мы не хуже Горация»[21].
4. ↑  Строгий выговор с записью в «Личное дело» — последняя мера перед понижением в должности, исключением из партии или (и) увольнением[27].
5. ↑  Название клиники Галич, по его словам, взял из случайно услышанного разговора[31]. Эту клинику часто относят к одноименному посёлку в Московской области, но скорее имелась в виду психиатрическая больница, находящаяся близ станции Столбовая[32].
6. ↑  Персональная машина с шофёром предоставлялась в полное распоряжение высокопоставленным советским чиновникам[26].
7. ↑  Возможно, аллюзия на редактора журнала «Октябрь» В. А. Кочетова, известного своими крайними охранительными взглядами, и его скандально известный роман «Чего же ты хочешь?»[41].
8. ↑  Этой характеристикой героя Галич подчёркивает, что формально профессионального спорта в СССР не существовало, спортсмены любого, даже самого высокого уровня, официально числились студентами, военнослужащими, работниками различных предприятий и учреждений и т.п.[38][46]
9. ↑  Одной фразой тут описывается драматическая история родителей Шейлы: отца-англичанина, участника арктических конвоев, и матери, осуждённой по «58-й статье» за нарушение указа «О воспрещении браков между гражданами СССР и иностранцами»[30][53][54].
10. ↑  Авторское написание, подчёркивающее разговорную, просторечную манеру рассказа Клима Петровича[60].